# 莫丘良卡
50°53′53″N 27°7′19″E / 50.89806°N 27.12194°E
莫丘良卡（烏克蘭語：Мочулянка），是烏克蘭西北部的村莊，隸屬里夫內州的里夫內區。該村面積0.32平方公里，海拔高度208米，2001年人口107，人口密度每平方公里334.38人。